# David Campese
David Ian „Campo“ Campese AM (* 21. Oktober 1962 in Queanbeyan) ist ein ehemaliger australischer Rugby-Union-Spieler, der auf den Positionen Außendreiviertel und Schlussmann spielte.
Campese gilt als einer der besten Außendreiviertel in der Geschichte des Rugby. Vor allem seine offensive und risikoreiche Spielweise wusste er erfolgreich einzusetzen, das Defensivspiel gehörte allerdings nicht zu seinen Stärken. In seiner aktiven Karriere brachte er es auf 101 Länderspiele und hielt bis zum Jahr 2006 den Weltrekord mit 64 erzielten Versuchen, bis ihn der Japaner Daisuke Ōhata überholte. Bei den Weltmeisterschaften 1991, als Australien seinen ersten Titel holte, wurde er zum Spieler des Turniers gewählt.

## Karriere

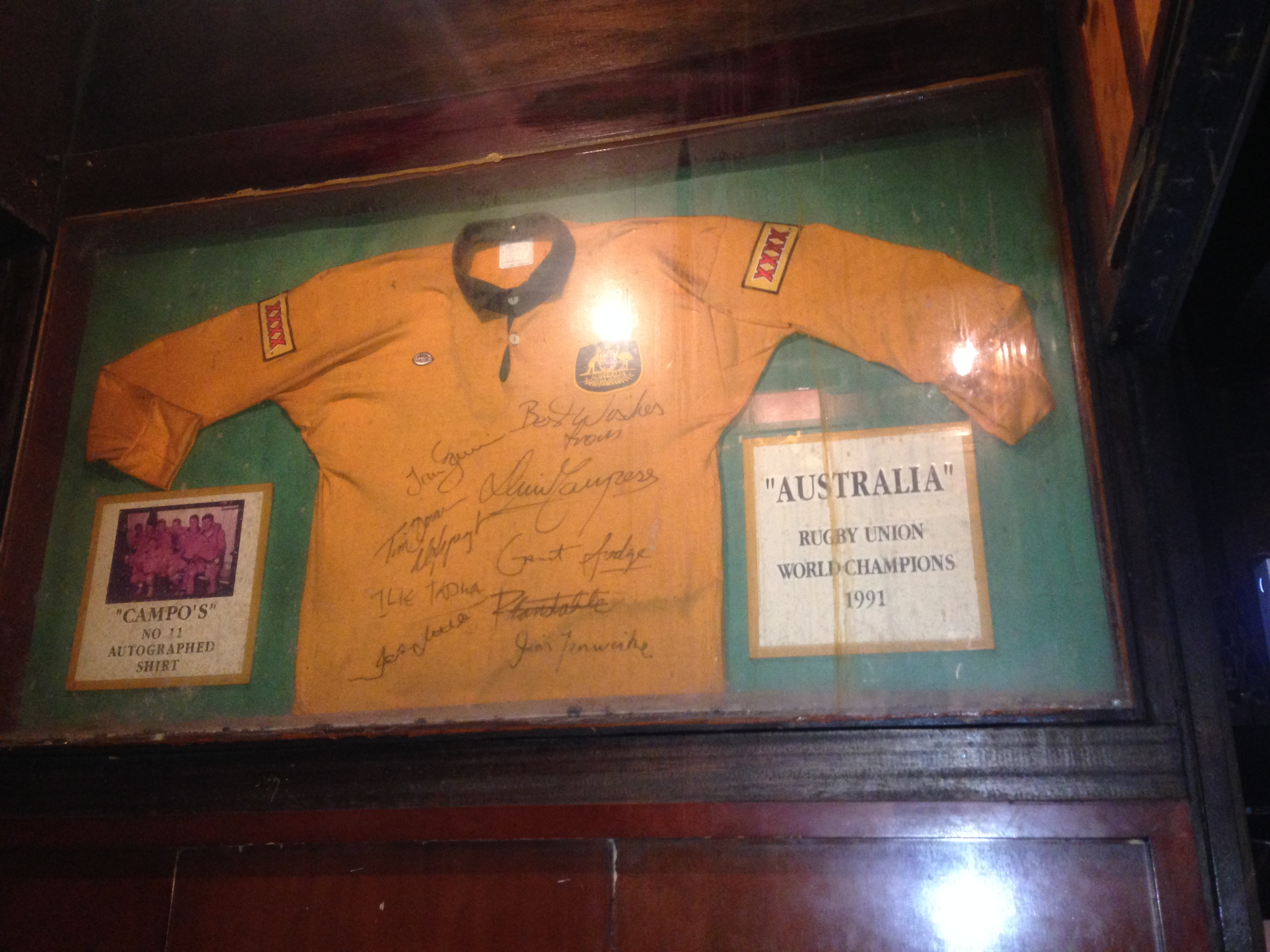
Das Trikot von David Campese, versehen mit Autogrammen, in einer Hongkonger Bar

Campese begann als Jugendlicher mit der Variante Touch Rugby. Später begann er bei den Queanbeyan Whites seine Karriere als Rugby-Union-Spieler, die ihn bereits nach drei Jahren in die U21-Nationalmannschaft Australiens brachte. Dort wurde er zunächst als Schlussmann eingesetzt und gelang aufgrund seiner hervorragenden Leistungen schnell in den Fokus der Öffentlichkeit.
1982 lief Campese erstmals für die A-Nationalmannschaft Australiens auf. Er war bei allen drei Partien der Neuseeland-Tour dabei und erzielte beim 19:16-Sieg im zweiten Spiel gegen die All Blacks auch einen Versuch. Seine Gegenspieler hatten große Schwierigkeiten, seinen schnellen fintenreichen Bewegungen etwas entgegenzusetzen. Folglich gab es für seine Leistungen viel Anerkennung. Im darauf folgenden Jahr gelangen ihm vier Versuche bei einem Testspiel gegen die USA. Allerdings wurde nach einem schwachen Auftritt gegen die All Blacks Kritik laut. Campese war aufgrund von Verletzungen nun auch für die Straf- und Erhöhungstritte zuständig. In jenem Spiel gegen Neuseeland gelang ihm jedoch kein einziger Treffer.
Zu einem der Höhepunkte seiner Karriere gehört der Grand Slam 1984, als die Australier alle britischen Nationalmannschaften schlagen konnte. Er steuerte zwei Versuche zu dieser Tour bei, die er beide gegen Schottland erzielte. Der Garant für den Erfolg der Australier war vor allem das Zusammenspiel von Campese und Mark Ella, der im Anschluss an den Grand Slam überraschend seine Karriere beendete. Ohne seinen Konterpart Ella ging es trotzdem erfolgreich weiter für Campese. 1986 erzielte er in vier Spielen, unter anderem gegen Italien und Argentinien, sechs Versuche. Die herausragenden Leistungen Campeses brachten seinen Trainer Alan Jones dazu, ihn den „Bradman des Rugby“ zu nennen.
Campese war Teil der australischen Nationalmannschaft bei der ersten Rugby-Union-Weltmeisterschaft 1987. Aufgrund der guten Leistungen im Vorfeld zählten die „Wallabies“ zusammen mit Neuseeland zu den Topfavoriten des Turniers. Im Halbfinale scheiterten sie jedoch an Frankreich, das wiederum im Finale den All Blacks unterlag. Nach dem Ausscheiden folgten zwei enttäuschende Jahre für Australien, gespickt mit Niederlagen gegen die Erzrivalen aus Neuseeland und die British and Irish Lions, wobei auch Campese nicht in Topform war. Bei der Weltmeisterschaft 1991 war Campese jedoch wieder in Topform. Er steuerte zahlreiche Versuche zu den Siegen der Australier bei. Im Finale traf man auf England. Nach dem 12:6-Erfolg, der den Australiern den ersten WM-Titel brachte, wurde Campese zum Spieler des Turniers ernannt.
Das letzte Länderspiel seiner Karriere bestritt Campese 1996 in Cardiff gegen Wales. Er gilt als einer der ersten Profis im Rugby, das bis in die 1990er Jahre noch ein Amateursport war. Berühmt machten ihn vor allem seine „Goose-Steps“ (Stechschritte), mit denen er zahlreiche Verteidiger schwindlig spielte. 2001 wurde er in die International Rugby Hall of Fame aufgenommen. Im gleichen Jahr wurde er mit der Centenary Medal ausgezeichnet. 2002 wurde er für seine Verdienste um Rugby-Union als Spieler und Förderer des Sports sowie für die Gemeinschaft zum Member des Order of Australia ernannt.

## Hinweise
1. ↑  Anspielung auf die australische Cricketlegende Donald Bradman
2. ↑  Mr David Ian CAMPESE. In: Australian Honours Search Facility. Abgerufen am 12. Februar 2025 (englisch).
3. ↑  Mr David Ian CAMPESE. In: Australian Honours Search Facility. Abgerufen am 12. Februar 2025 (englisch).